# Conselho Insular de Formentera
Conselho Insular de Formentera (em catalão: Consell Insular de Formentera; em castelhano: Consejo Insular de Formentera) é a instituição governante da ilha de Formentera, na Espanha. 

## Criação
Os Conselhos Insulares foram criados em 1978, com a aprovação do regime pré-autônomo das Baleares, e foram oficialmente instituídos em 1983, com a aprovação do Estatuto de Autonomia das Ilhas Baleares.
O Conselho de Formentera foi criado a partir do desmembramento do antigo Conselho Insular de Ibiza e Formentera, com a aprovação do Estatuto de Autonomia de 2007, no qual se previa, no seu Artigo 63, a constituição de um conselho insular diferenciado para a ilha.

## Presidentes
| No. | Nome             | Início              | Fim                 | Partido |
| --- | ---------------- | ------------------- | ------------------- | ------- |
| 1.  | Jaume Ferrer     | 10 de julho de 2007 | 15 de junho de 2019 | GxF     |
| 2.  | Alejandra Ferrer | 15 de junho de 2019 | Atualidade          | GxF     |